# İlkay Aydemir
İlkay Aydemir (* 22. März 1998) ist ein türkischer Leichtathlet, der sich auf den Stabhochsprung spezialisiert hat und auch im Zehnkampf an den Start geht.

## Sportliche Laufbahn
Erste internationale Erfahrungen sammelte İlkay Aydemir im Jahr 2017, als er bei den U20-Europameisterschaften in Grosseto mit übersprungenen 4,70 m in der Qualifikation ausschied. Im Jahr darauf belegte er bei den Balkan-Hallenmeisterschaften in Istanbul mit 4,90 m den siebten Platz und 2019 wurde er bei den Balkan-Hallenmeisterschaften ebendort mit 5,80 m Fünfter. Anschließend schied er bei den U23-Europameisterschaften im schwedischen Gävle mit 4,90 m in der Qualifikation aus  und scheiterte dann bei den Balkan-Meisterschaften in Prawez an seiner Einstiegshöhe. 2020 belegte er bei den Balkan-Hallenmeisterschaften in Istanbul mit einer Höhe von 5,20 m den fünften Platz und im Jahr darauf wurde er bei den Balkan-Hallenmeisterschaften ebendort mit 5,00 m Sechster. Im Sommer belegte er bei den Balkan-Meisterschaften in Smederevo mit 5984 Punkten den sechsten Platz im Zehnkampf 2022 erreichte er bei den Balkan-Hallenmeisterschaften in Istanbul mit neuer Bestleistung von 5,30 m Rang vier im Stabhochsprung.
2019 wurde Aydemir türkischer Meister im Stabhochsprung im Freien sowie auch in der Halle.

## Persönliche Bestleistungen
- Stabhochsprung: 5,20 m, 2. Juni 2018 in Öskemen
  - Stabhochsprung (Halle): 5,30 m, 5. März 2022 in Istanbul
- Zehnkampf: 7023 Punkte, 4. Juli 2021 in Istanbul
  - Siebenkampf (Halle): 5578 Punkte, 31. Januar 2021 in Istanbul (türkischer Rekord)